# Sztrjama
A Sztrjama folyó Bulgária déli részén, a Marica fontos bal oldali mellékfolyója. A folyó a Balkán-hegységben ered, 110 kilométer hosszú, és a hatodik leghosszabb a Marica mellékfolyói közül, a Tundzsa, az Arda, az Ergene, a Topolnica és a Szazlijka után.

## Leírása
A Balkán-hegység középső részén található Vezsen hegy déli oldalán található forrásból ered, 2158 méteres tengerszintfeletti magasságban. A teljes szakasza Plovdiv megyében található. Plovdiv városától 16 km-re keletre torkollik a Marica folyóba. A folyóban előforduló legjelentősebb halfajok a vörösszárnyú keszeg, a fejes domolykó. Veszélyeztetett halfajoknak, például a macedón vimbának is otthont ad.

## Fordítás
- Ez a szócikk részben vagy egészben  a   Stryama című angol Wikipédia-szócikk fordításán alapul.  Az eredeti cikk szerkesztőit annak laptörténete sorolja fel. Ez a jelzés csupán a megfogalmazás eredetét és a szerzői jogokat jelzi, nem szolgál a cikkben szereplő információk forrásmegjelöléseként.
- Ez a szócikk részben vagy egészben  a   Stryama című francia Wikipédia-szócikk fordításán alapul.  Az eredeti cikk szerkesztőit annak laptörténete sorolja fel. Ez a jelzés csupán a megfogalmazás eredetét és a szerzői jogokat jelzi, nem szolgál a cikkben szereplő információk forrásmegjelöléseként.